# Ittre
Ittre (neerlandeză Itter, valonă Ite) este o comună francofonă din regiunea Valonia din Belgia. Comuna este formată din localitățile Ittre, Haut-Ittre și Virginal-Samme. Suprafața totală este de 34,92 km². La 1 ianuarie 2008 comuna avea o populație totală de 6.137 locuitori. 

## Localități înfrățite
- Franța: Ecueillé;